# Hilmir Snær Guðnason
Hilmir Snær Guðnason (nacido el 24 de enero de 1969 en Reykjavík ) es un actor y actor de doblaje islandés. Es famoso en su país natal y ha aparecido tanto en películas como en escenarios. En 2000 fue nombrado como una de las pertsonalidades 'Shooting Stars por la European Film Promotion. Es mejor conocido por sus papeles en las películas 101 Reykjavík, Hafið (The Sea en inglés), Blueprint, Guy X  y Lamb.

## Vida y carrera
Hilmir se graduó de la Academia de las Artes de Islandia en 1994. Ha participado en varias obras de teatro y musicales. En particular, Hair and Rocky Horror Picture Show . Su trabajo con el Teatro Nacional de Islandia son, por nombrar algunos: Midsummer Night's Dream, Macbeth, West Side Story, Hamlet, Who's Afraid of Virginia Woolf e Ivanov .
Está casado con Bryndís Jónsdóttir y tiene dos hijas nacidas en 1995 y 2009.

## Filmografía

### Película
| Year | Film                                     | Role                      | Notes                                |
| ---- | ---------------------------------------- | ------------------------- | ------------------------------------ |
| 1995 | Agnes                                    | Guðmundur                 |                                      |
| 1995 | Pocahontas                               | John Smith                | Icelandic Voice                      |
| 1996 | Sleeping Beauty                          | Philip                    | Icelandic Voice (Speaking part only) |
| 1996 | The Hunchback of Notre Dame              | Phoebus                   | Icelandic Voice                      |
| 1997 | 13th Rider                               | Bjarni                    | TV Movie                             |
| 1997 | 101 Dalmatians                           |                           | Icelandic Voice                      |
| 1998 | Mulan                                    | Captain Li Shang          | Icelandic Voice (Speaking part only) |
| 1999 | Myrkrahöfðinginn                         | Reverend Jón Magnússon    |                                      |
| 1999 | A Bug's Life                             | Hopper                    | Icelandic Voice                      |
| 2000 | Englar Alheimsins                        | Pétur                     |                                      |
| 2000 | 101 Reykjavík                            | Hlynur Björn Hafsteinsson |                                      |
| 2001 | Mávahlátur                               | Magnús                    |                                      |
| 2001 | Lady and the Tramp II: Scamp's Adventure | The Tramp                 | Icelandic Voice                      |
| 2002 | Reykjavik Guesthouse: Rent a Bike        | Jóhann Jóhannsson         |                                      |
| 2002 | Hafið                                    | Ágúst                     |                                      |
| 2003 | Njálssaga                                | Gunnar                    | TV Movie                             |
| 2003 | Blueprint                                | Greg                      | as Hilmir Snaer Gudnason             |
| 2004 | Peas at 5:30                             | Jakob Magnusson           |                                      |
| 2005 | Guy X                                    | Petri                     | as Hilmir Snær Gudnason              |
| 2006 | Blóðbönd                                 | Péturs Golfmate           |                                      |
| 2006 | Köld Slóð                                | Kjartan                   |                                      |
| 2007 | Cinderella III: A Twist in Time          | Gus                       | Icelandic Voice                      |
| 2007 | Veðramót                                 |                           |                                      |
| 2008 | Brúðguminn                               | Jón                       |                                      |
| 2008 | Stóra Planið                             | Priest                    |                                      |
| 2009 | Circledrawers                            | Oleg                      | TV Movie                             |
| 2010 | Mamma Gógó                               | The Director              |                                      |
| 2011 | Rokland                                  | Árni Valur                |                                      |
| 2011 | Okkar eigin Osló                         | Pálmi                     |                                      |
| 2011 | Kurteist fólk                            | Hrafnkell                 |                                      |
| 2013 | Falskur Fugl                             | Drunk Man                 |                                      |
| 2014 | Algjör Sveppi og Gói bjargar málunum     |                           |                                      |
| 2014 | Borgríki II: Blóð Hraustra Manna         | Ívar                      |                                      |
| 2015 | South of Hope Street                     | Tom                       |                                      |
| 2019 | A White, White Day                       | Olgeir                    |                                      |
| 2021 | Lamb                                     | Ingvar                    |                                      |

### Televisión
| Año  | Trabajo                        | Papel             | Notas           |
| ---- | ------------------------------ | ----------------- | --------------- |
| 1997 | Fóstbræður                     | Varios            |                 |
| 2005 | Allir litir hafsins eru kaldir | Ari Jónsson       | Miniserie de TV |
| 2007 | Áramótaskaupið                 |                   |                 |
| 2008 | Mannaveiðar                    |                   |                 |
| 2008 | Dagvaktin                      | Brynjólfur Gunnar | Episodio "1.8"  |

## Premios y honores
| Año  | Otorgar                                  | Categoría              | Trabajo nominado     | Resultado | Notas |
| ---- | ---------------------------------------- | ---------------------- | -------------------- | --------- | ----- |
| 2000 | Festival Internacional de Cine de Berlín | Shooting Star          |                      | Ganado    |       |
| 2000 | Premios Edda                             | Mejor actor            | 101 Reikiavik        | Nominado  |       |
| 2001 | Premios Edda                             | Mejor actor de reparto | Seagull's Laughter   | Ganado    |       |
| 2002 | Premios Edda                             | Mejor actor            | The Sea              | Nominado  |       |
| 2003 | Premios Gríma                            | Mejor actor            | Veislan              | Ganado    |       |
| 2008 | Premios Edda                             | Mejor actor            | Boda de noche blanca | Ganado    |       |
| 2010 | Premios Gríma                            | Mejor actor            | Ég er mín eigin Kona | Ganado    |       |
| 2010 | Premios Gríma                            | Mejor director         | Fjölskyldan          | Ganado    |       |
| 2014 | Premios Gríma                            | Mejor actor            | Eldraunin            |           |       |